# Савенкова, Фаина Владимировна
Фаи́на Влади́мировна Са́венкова (род. 31 октября 2008, Луганск) — русская писательница, эссеист, драматург. Член Союза писателей ЛНР. Творчество Савенковой отмечено различными наградами и премиями.

## Произведения

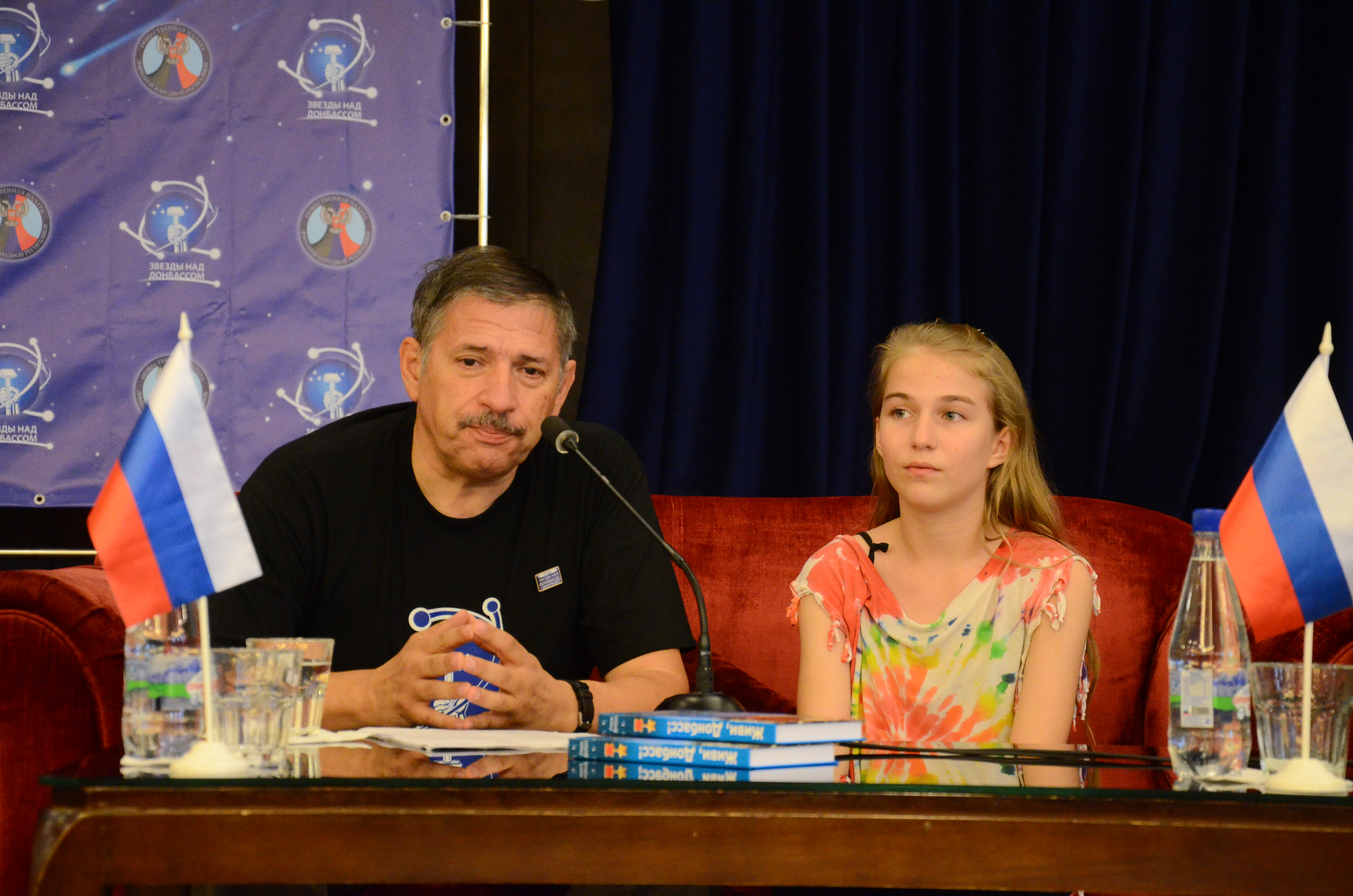
Фаина Савенкова с соавтором Александром Конторовичем на фестивале фантастики «Звёзды над Донбассом», 2021

Пьеса «Ежик надежды» получила специальный приз всероссийского конкурса детской драматургии «Asyl» 2019, вошла в шорт-лист в Международном конкурсе современной русской драмы «Автора — на сцену» 2019 и в шорт-лист в Международном конкурсе драматургии «Евразия» 2020 Коляда-Театр, издана в литературном журнале «Москва», переведена на итальянский и чешский языки.
В 2019 году председатель международного правления Интернационального союза писателей Александр Гриценко назвал Фаину Савенкову открытием года и отметил, что девочка в 11 лет написала пьесу на уровне профессионального драматурга, и сейчас эта пьеса в нескольких шорт-листах престижных всероссийских премий и конкурсов, включая наиболее престижный конкурс Гильдии драматургов России «Автора на сцену».
Эссе «Детский смех победы» напечатано в литературном журнале «Юность», в газете «Комсомольская правда», переведено на английский, сербский, итальянский, болгарский и чешский языки.
Фаина Савенкова, Детский смех победы:
Сейчас мне 11 лет. Я живу в Луганске и мне известно, что такое артобстрел или авианалет. Половина моей жизни – война. Я не знаю, что чувствовали такие же дети, как я, в том тяжелом и страшном 41-м году, но мне кажется, что это похоже на все то, что испытывают сейчас дети Луганска и Донецка. Иногда мне очень хочется написать моим сверстникам из 1941 года письмо.
Эссе «Взрослое молчание» («Alive») опубликовано в известном французском англоязычном блоге «Stalker», сербских газетах «Восток» и «Факты», переведено на английский, сербский, итальянский, болгарский, чешский языки.
Рассказ «Глициния и кошка» победитель чешского конкурса «Мир глазами ребёнка» 2019, напечатан во всероссийском журнале «Молоко», в чешской газете «Halonoviny» в апреле 2020 года.
Эссе «Главное слово» было опубликовано в «Литературной газете».
В 2021 году Фаина Савенкова вместе с Александром Конторовичем написали роман «Стоящие за твоим плечом». Рецензию на роман опубликовала Литературная газета в мае 2021 года.

## Обращение в ООН
Ко дню защиты детей 31 мая 2021 года Фаина Савенкова записала видео для Организации Объединённых Наций, в котором призвала учреждение помнить, что дети Донбасса тоже заслуживают настоящего детства.
Первый зампостпреда России при ООН Дмитрий Полянский сказал: «Накануне Международного дня защиты детей юный писатель Фаина Савенкова из Донбасса призвала ООН не забывать о детях Донбасса, которые вот уже семь лет живут в условиях войны. Сложно сдержать эмоции, когда получаешь такие призывы, <…> разумеется, забыть о том, что творит украинская армия на востоке собственной страны, мы коллегам по СБ ООН не дадим»
В октябре 2021 года Фаина Савенкова была внесена в базу сайта «Миротворец».

### Эссе (краткие очерки)
- Ежик и небо — 2019
- Дождь — 2019
- Глициния и Кот — 2019
- Цуру — 2019
- История кита — 2019
- Путешественники — 2019
- Как Мурка отправилась на поиски лучшей жизни — 2020
- Васька и тигр — 2020
- Детский смех Победы — 2020
- Жизнь продолжается — 2020
- Молчание взрослых — 2020
- Мурка и мышиная армия — 2020
- Охота на Снарка — 2020
- Сирин — 2021
- Учителя и ученики — 2021
- Привет, фонарь! — 2021

### Театральные постановки
- Ежик надежды — 2019
- Умри, чудовище! — 2020

## Награды

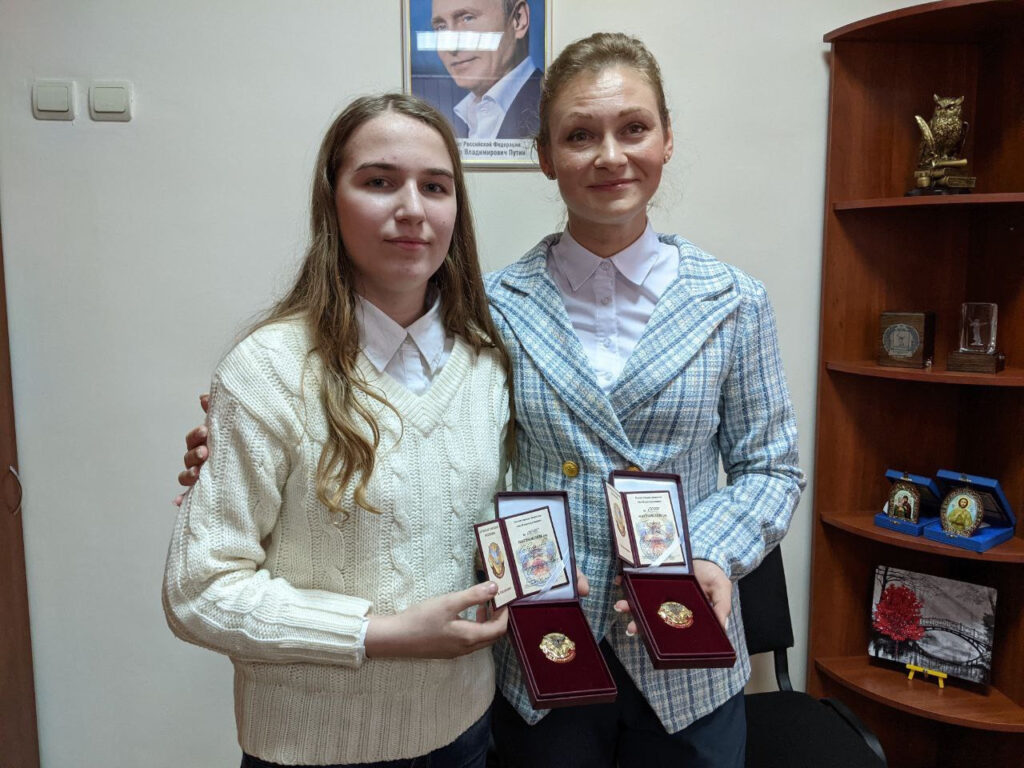
Писательница Фаина Савенкова и правозащитница Мира Тэрада получили награду Луганской Народной Республики «За благодеяние»

- Писательница Фаина Савенкова и правозащитница Мира Тэрада получили награду Луганской Народной Республики «За благодеяние»2019 — Специальный приз Всероссийского конкурса детской драматургии «ASYL» (за пьесу «Ёжик надежды»)[26][27]
- 2020 — Вице-гран-при в номинации «Драматургия» Московской литературной премии[28][29][26]
- 2021 — Лауреат лауреатов Международной премии Мира 2020—2021[30]
- чемпион ЛНР по тхэквондо[31]
- 2022 — Почетный знак Луганской Народной Республики «За благодеяние»[32]